# اسرا سولماز
اسرا سولماز (انگلیسی: Esra Solmaz؛ زادهٔ ۲۰ مارس ۱۹۹۵) بازیکن فوتبال اهل ترکیه است.
وی همچنین در تیم ملی فوتبال Turkey U-17 بازی کرده‌است.